# Dejan Lovren
Dejan Lovren (Zenica, 5 de julho de 1989) é um futebolista croata, nascido na atual Bósnia-Herzegovina, que atua como zagueiro. Atualmente, joga pelo PAOK.
Lovren começou a sua carreira no Dinamo Zagreb antes de se mudar para o Olympique Lyonnais em janeiro de 2010. Ele passou três temporadas e meia com a equipe da Ligue 1 e ganhou a Coupe de France 2012 antes de se mudar para o Southampton em 2013. Depois de uma temporada nessa equipe, juntou-se ao Liverpool por £ 20 milhões.

## Infância
Lovren nasceu na cidade de Zenica, antiga Iugoslávia (agora Bósnia e Herzegovina).  
A família de Lovren fugiu da Iugoslávia para Munique por causa da guerra da Bósnia quando Lovren tinha três anos e passou os próximos sete anos na Alemanha. Lovren afirma que ele era "um menino feliz, falei perfeitamente alemão, fui para a escola, joguei para um pequeno clube". A família, no entanto, teve que sair, uma vez que não possuíam a documentação necessária para residir na Alemanha. Eles se estabeleceram em Karlovac, na Croácia, a 50 quilômetros a sudoeste da capital de Zagreb. Lovren encontrou-se inicialmente se estabelecendo na Croácia difícil e lutou na escola por alguns anos devido à sua falta de familiaridade com a língua croata. 
Seu irmão mais novo, Davor, também é um jogador de futebol.

### Dinamo Zagreb
Lovren jogou para as equipes locais NK Ilovac e NK Karlovac antes de se juntar ao Dinamo Zagreb em 2004.
Em 10 de maio de 2006, ele estreou para o Dinamo em uma partida Prva HNL contra o NK Varteks Varaždin. Em 17 de julho de 2006, Lovren foi emprestado ao NK Inter Zaprešić por duas temporadas, onde fez 50 partidas na liga e marcou um gol. Após o retorno do empréstimo, Lovren se tornou titular do Dinamo, aparecendo em 38 jogos ao longo da temporada 2008–09 e marcando três gols.

### Lyon
Em janeiro de 2010, Lovren assinou com o Olympique Lyonnais por 8 milhões de euros mais 1,5 milhões de euros em incentivos em um contrato de quatro anos e meio. Ele fez sua estreia em 24 de janeiro de 2010 na derrota por 2-1 no AS Monaco pela Coupe de France. A sua estreia na Ligue 1 chegou em 31 de janeiro na vitória por 2-1 do Lyon em casa contra o PSG. Durante a segunda metade da temporada, ele fez 10 aparições, principalmente como um substituto. Ele não teve permissão para participar dos jogos de Lyon na UEFA Champions League na temporada, já que já jogou na competição pelo Dinamo Zagreb.
O tempo de reprodução de Lovren aumentou durante a temporada 2010–11 após a partida de outros dois defensores, Jean-Alain Boumsong e Mathieu Bodmer, no verão de 2010. Durante a temporada, ele gradualmente se estabeleceu titular, jogando ao lado de Cris, além de ser utilizado como um full-back direito ou esquerdo, demonstrando-se como um defensor versátil. Em novembro de 2010, Lovren foi listado na lista Don balón dos 100 melhores jovens do mundo.
Em 23 de janeiro de 2012, Lovren estendeu seu contrato com Lyon por mais duas temporadas, assinando até 2016.
Na primeira passagem pelo Lyon, Lovren disputou 102 jogos e conquistou a Copa da França em 2012.

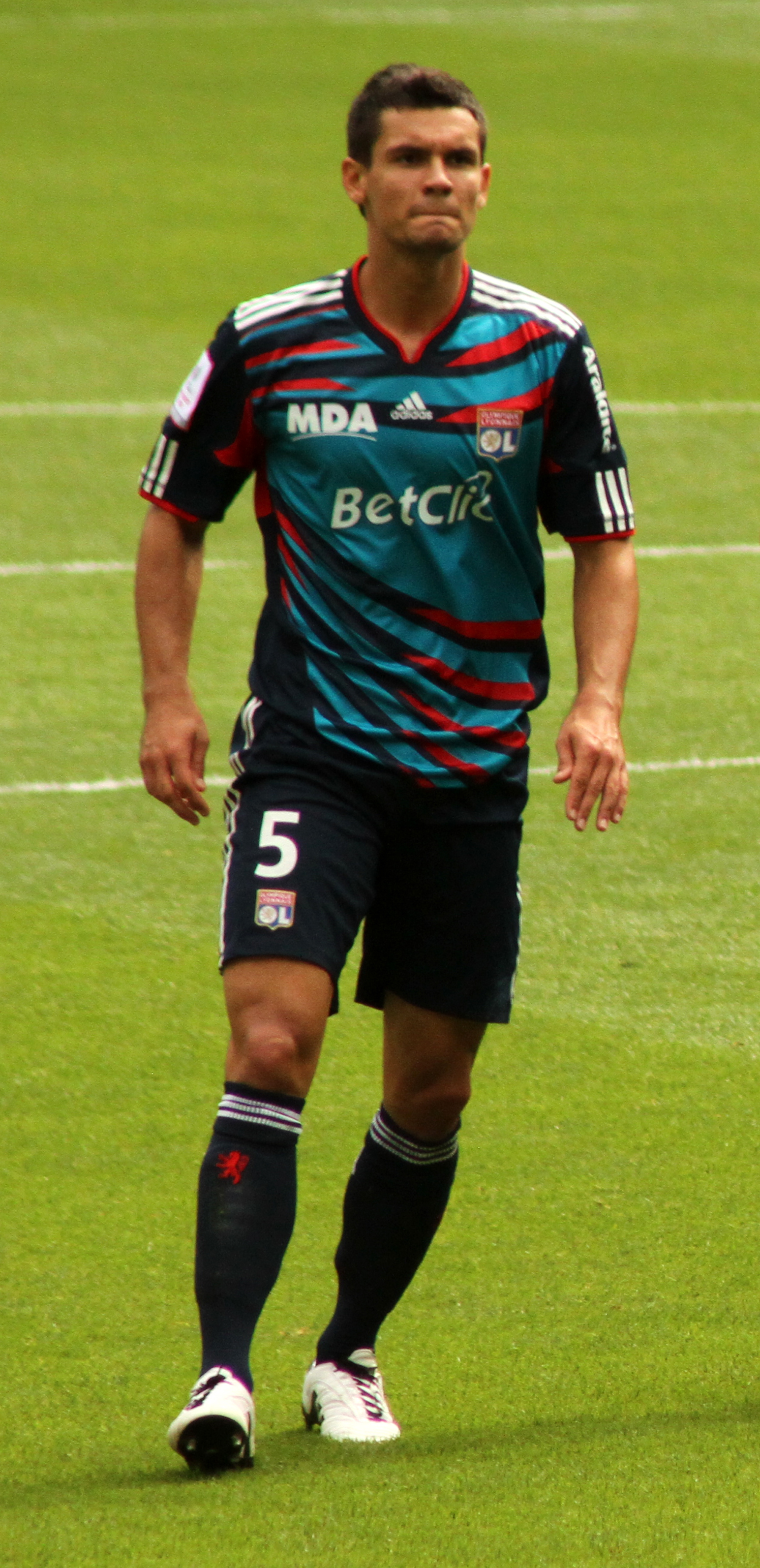
Lovren jogando pelo Lyon em 2010

### Southampton
Em 14 de junho de 2013, Lovren assinou para Southampton em um contrato de quatro anos por uma taxa não divulgada, que foi estimado em £ 8,5 milhões. Ele estreou em 17 de agosto de 2013, em uma vitória por 1-0 frente a West Bromwich Albion. Ele marcou seu primeiro gol para Southampton contra Liverpool em Anfield em 21 de setembro de 2013, um gol que provou ser o vencedor. Em 19 de outubro, ele ajudou Adam Lallana pelo gol de igualdade contra o Manchester United em um empate 1-1 em Old Trafford. Ele acrescentou um gol de segunda liga em um empate a 2-2 contra Sunderland em 18 de janeiro de 2014 mas foi esticado no final do jogo e exigiu tratamento hospitalar após o jogo. No dia 23 de janeiro, foi anunciado que junto com o meio-campista Gastón Ramírez, Lovren ficaria fora por seis a oito semanas com dano no ligamento no tornozelo.
Na conclusão de sua primeira temporada na Premier League, Lovren foi nomeado na lista Bloomberg Sports Power 50, que fornece rankings estatísticos de performances de jogadores nas cinco principais ligas da Europa. Ele foi o quinto jogador mais classificado da Premier League na 31ª posição. Depois de muita especulação sobre o futuro de Lovren após as saídas de Adam Lallana, Luke Shaw e Rickie Lambert de Southampton, o Liverpool Echo informou em 25 de julho de 2014 que Southampton concordou com uma taxa com o Liverpool pela venda de Lovren, que foi submetido a um médico no clube de Merseyside depois de reportar uma solicitação de transferência em Southampton. 

### Liverpool

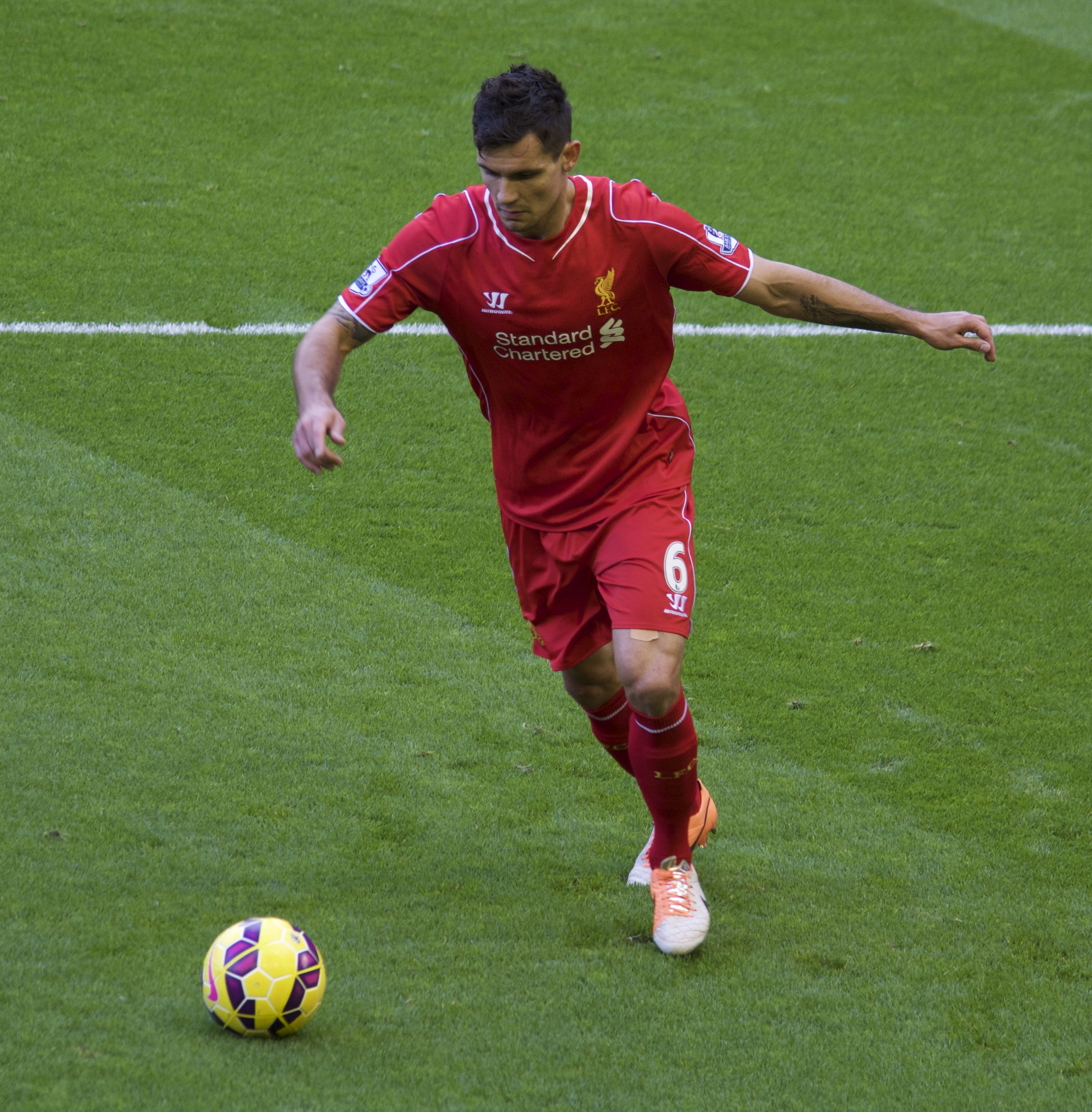
Lovren jogando pelo Liverpool, em partida contra o Hull City, em 25 de outubro de 2014

Em 27 de julho de 2014, Lovren tornou-se o terceiro jogador de Southampton que transferiu a janela para se juntar ao Liverpool, depois de Rickie Lambert e Adam Lallana. Ele assinou um contrato de quatro anos por uma taxa reportada de £ 20 milhões, tornando-se o defensor mais caro da história do Liverpool.

#### 2014–15
Em 10 de agosto de 2014, ele estreou em um amistoso para o Liverpool contra o Borussia Dortmund em Anfield, marcando o segundo gol na vitória por 4 a 0 e fez sua estreia no 17 de agosto no jogo de abertura do clube da Premier League Temporada, jogando os 90 minutos completos em uma vitória por 2-1 sobre o ex clube Southampton em Anfield. Ele marcou o seu primeiro gol oficial para o Liverpool em 28 de outubro, quando ele foi no jogo-vencedor de um tiro livre na vitória da quarta rodada da Copa da Liga 2-1 sobre a cidade de Swansea. No entanto, após o seu baixo desempenho na derrota da Liga dos Campeões para Basel, Lovren foi retirado da primeira equipe. Como o último tomador de penalidades, Lovren colocou sua tentativa sobre o travessão, enquanto o Liverpool perdeu em um tiroteio para Beşiktaş em 26 de fevereiro de 2015, já que foram eliminados dos últimos 32 da UEFA Europa League. O site Telegraph incluiu Lovren em uma característica sobre as 20 pior inscrições da Premier League 2014–15 que observaram o número de seus erros que resultaram em objetivos da oposição. Lovren colocou sua tentativa sobre o travessão, enquanto o Liverpool perdeu em um tiroteio para Beşiktaş em 26 de fevereiro de 2015, já que foram eliminados dos últimos 32 da UEFA Europa League. O site Telegraph incluiu Lovren em uma característica sobre as 20 pior inscrições da Premier League 2014–15 que observaram o número de seus erros que resultaram em objetivos da oposição. Lovren colocou sua tentativa sobre o travessão, enquanto o Liverpool perdeu em um tiroteio para Beşiktaş em 26 de fevereiro de 2015, já que foram eliminados dos últimos 32 da UEFA Europa League. O site Telegraph incluiu Lovren em uma característica sobre as 20 pior inscrições da Premier League 2014–15 que observaram o número de seus erros que resultaram em objetivos da oposição. 

#### 2015–16
Lovren recuperou seu lugar na programação para os primeiros três jogos da temporada 2015-16 e realizou bem garantindo três folhas limpas e sete pontos. No entanto, depois de um par de derrotas para West Ham United e rival do Manchester United, no qual a defesa concedeu seis gols, Lovren novamente perdeu seu lugar para Mamadou Sakho. Em 8 de novembro, ele apareceu como um substituto de Sakho em uma derrota por 2-1 ante Crystal Palace em Anfield , com Sakho sofrendo uma lesão no joelho que o descartou por dois meses.  Em 13 de dezembro, em um empate 2-2 contra West Bromwich Albion, Lovren foi esticado fora do campo aos 79 minutos devido a lesão e foi substituído por Divock Origi. A seguir, 14 de abril, Lovren marcou um golo de triagem em uma vitória dos quartos-de-final da 4-3 Europa League sobre o Borussia Dortmund. Tendo sofrido um difícil início de sua carreira no Liverpool, no final da temporada 2015-16 sob Jürgen Klopp , Lovren foi descrito como se transformando em um líder "calmo e composto" no campo pelo Liverpool Echo. Lovren marcou um golo de triagem em uma vitória dos quartos-de-final da 4-3 Europa League sobre o Borussia Dortmund. Tendo sofrido um difícil início de sua carreira no Liverpool, no final da temporada 2015-16 sob Jürgen Klopp, Lovren foi descrito como se transformando em um líder "calmo e composto" no campo pelo Liverpool Echo. Lovren marcou um golo de triagem em uma vitória dos quartos-de-final da 4-3 Europa League sobre o Borussia Dortmund. Tendo sofrido um difícil início de sua carreira no Liverpool, no final da temporada 2015-16 sob Jürgen Klopp, Lovren foi descrito como se transformando em um líder "calmo e composto" no campo pelo Liverpool Echo.

#### 2016–17
Em 28 de abril de 2017, Lovren estendeu seu contrato com o Liverpool, até 2021.
Após disputar 185 partidas e marcar 8 gols nos seis anos em que esteve no clube, foi contratado por time da Rússia

### Zenit
Em 27 de julho de 2020, foi oficializada sua transferência para o Zenit São Petersburgo por um contrato de três anos por 12 € milhões.Ele estreou pelo Zenit em 7 de agosto na Supercopa da Rússia de 2020, contra o Lokomotiv Moscou. A partida terminou com uma vitória por 2–1 para o Zenit, o que significa que Lovren conquistou seu primeiro troféu com o clube em seu primeiro jogo.Ele fez sua estreia na liga em 11 de agosto, em uma vitória por 0–2 sobre o Rotor Volgograd.Quatro dias depois, ele marcou seu primeiro gol pelo Zenit na vitória por 0–2 sobre o Rostov.

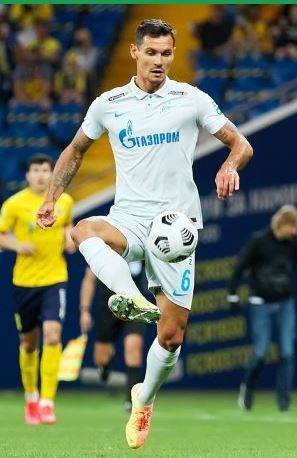
Lovren em ação pelo Zenit São Petersburgo em 2020.

### Regresso ao Lyon
Após dois anos e meio em São Petersburgo, nos quais se tornou capitão e conquistou tanto a Premier League quanto a Supercopa da Rússia, em 2 de janeiro de 2023 foi anunciado seu retorno ao Olympique de Lyon até junho de 2025.

### PAOK
No dia 15 de setembro de 2024, assinou com o PAOK por duas temporadas.

## Seleção Croata
Lovren recebeu sua primeira convocação para a Seleção em agosto de 2009 pelo gerente Slaven Bilić, que incluiu o jogador em sua equipe de jogo contra a Bielorrússia. Lovren era um substituto não utilizado, mas ainda estava supostamente satisfeito com a nova experiência. Ele fez sua estréia contra o Catar no dia 8 de novembro de 2009, chegando como substituto de Danijel Pranjic.
Em 2 de setembro de 2011, Lovren marcou seu primeiro gol pela Seleção contra Malta em uma partida de qualificação para o Euro 2012. Ele foi incluído pelo gerente Slaven Bilić em uma equipe preliminar de 23 jogadores para a UEFA Euro 2012, mas teve que se retirar por lesão uma semana antes do torneio. Lovren marcou o seu segundo gol para a Croácia em 26 de março de 2013 em uma partida de qualificação para a Copa do Mundo FIFA de 2014 contra o País de Gales no Liberty Stadium em Swansea. A Croácia eventualmente ganhou o jogo 1-2.
Em maio de 2014, Lovren foi nomeado no time provisório de 30 jogadores do gerente Niko Kovač para a Copa do Mundo FIFA de 2014. Na partida de abertura do torneio, em 12 de junho contra os anfitriões, do Brasil em São Paulo, Lovren foi julgado pelo árbitro japonês Yuichi Nishimura para ter sujado Fred no minuto 69 quando o placar foi 1-1. Foi dada uma penalidade controversa, que foi convertida por Neymar e levou à eventual triunfo por 3-1 no Brasil.
O relacionamento deteriorado de Lovren com o gerente, Ante Čačić, acabou por resultar na saída do time da Croácia para o Euro 2016 da UEFA.
Foi convocado para a Copa do Mundo FIFA de 2018. Foi titular durante toda a Copa, onde a Croácia terminou como vice-campeã.

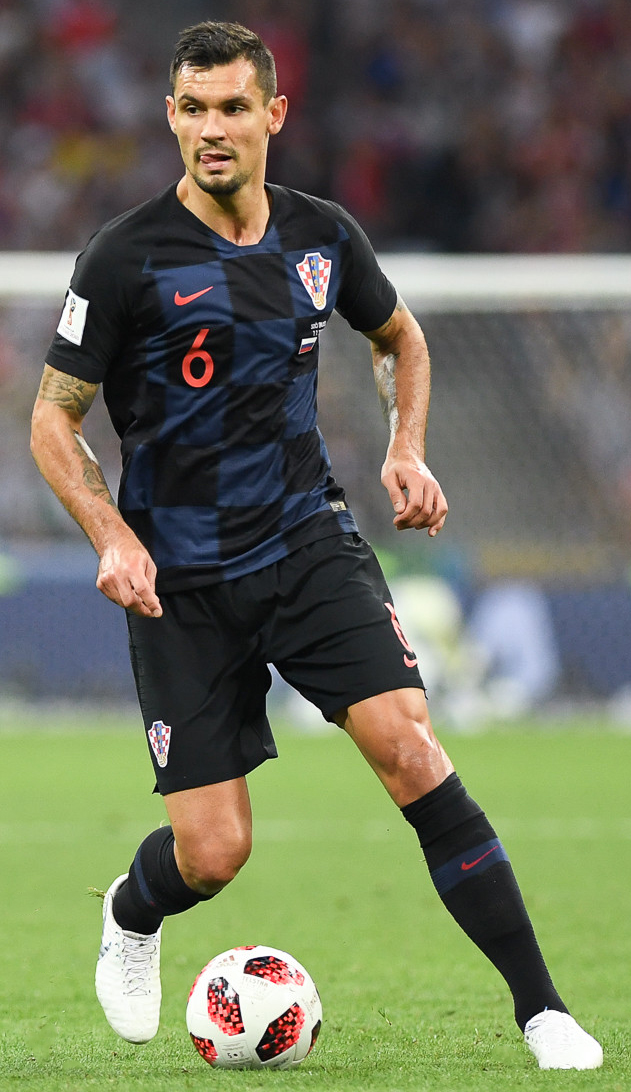
Lovren na Croácia durante a Copa do Mundo de 2018.

## Títulos
Inter Zaprešić
- Segunda Divisão Croata: 2006–07

Dínamo Zagreb
- Campeonato Croata: 2008–09
- Copa da Croácia: 2008–09

Lyon
- Copa da França: 2011–12[14]

Liverpool
- Liga dos Campeões da UEFA: 2018–19
- Supercopa da UEFA: 2019
- Copa do Mundo de Clubes da FIFA: 2019
- Campeonato Inglês: 2019–20

Zenit
- Campeonato Russo: 2020–21, 2021–22
- Supercopa da Rússia: 2020, 2021